# LIFE IS BEAUTIFUL
『LIFE IS BEAUTIFUL』（ライフ・イズ・ビューティフル）は、 JFNが毎週日曜20:00～20:30に放送していたラジオ番組（ネット局での放送は必ず同時ネットで、一部地域では放送なし）。
「この番組にパーソナリティーは存在しません。パーソナリティーはリスナーのあなたです」ということをコンセプトに、2004年4月に突然放送が始まった。毎回テーマを決め、街角でインタビューを実施、そうして収録したリスナーの声を放送してゆく。
このコンセプトはかなり大胆なものだったが、その反面番組は女性ナビゲーターの名前、インタビュー場所、さらにはオンエアー曲のタイトルとアーティスト名も明かさないなど謎に包まれた部分が多く、そして番組ホームページも存在しない。そのためネットを終了する放送局がその後出てくる事態にもなった。
なお、特別番組がこの番組の放送時間と重なった場合、この番組は放送休止となった。2007年10月をもって番組は終了した。

## ネット局
- AFB
- ふくしまFM
- RADIO BERRY
- FM長野
- radio CUBE FM三重
- FM岡山
- FMY（2004年7月～2005年9月まではネットを一時的に打ち切っていたが2005年10月から事前予告なしで再開が決定）
- FM香川（第4日曜日は別番組放送のため放送なし）
- FM徳島
- Hi-Six
- FMS
- FMK
- Air-Radio FM88
- JOY FM

### 番組終了以前に打ち切っていたネット局
- FMとやま
- e-radio
- Kiss-FM KOBE
- V-air